# 波洛夸内
波洛夸内（前稱彼得斯堡）是在南非的一個城市、自治區和林波波省的首府。為南非第十大城市。